# Ace of the Saddle
Ace of the Saddle er en amerikansk stumfilm fra 1919 af John Ford.

## Medvirkende
- Harry Carey - Cheyenne Harry Henderson
- Joe Harris
- Duke R. Lee - Faulkner
- Peggy Pearce -  Madeline Faulkner
- Jack Walters - Inky O'Day
- Vester Pegg
- William Courtright
- Zoe Rae